# Phasenmodulation

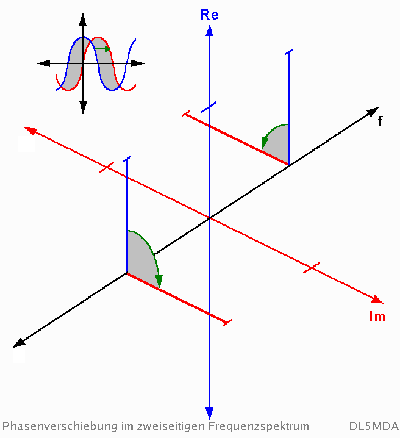
Abb. 1: Die „rote“ Sinusschwingung ist gegenüber der „blauen“ Sinusschwingung um ein Viertel der Periodendauer verzögert. Im komplexen zweiseitigen Frequenzspektrum zeigt sich das als eine 90°-Drehung der beiden Spektrallinien, die den Träger darstellen.

Die Phasenmodulation ist ein Verfahren, mit dem ein analoges oder ein digitales Signal über einen Kommunikationskanal übertragen wird. Die Phasenmodulation ist eng verwandt mit der Frequenzmodulation. Beide Modulationen zählen zur Gruppe der Winkelmodulationsverfahren.

## Analoge Phasenmodulation

Beispielhafte Visualisierung der Phasenmodulation: Das Signal f_{2} in Blau moduliert die Trägerschwingung f_{1} in Braun was als Ergebnis zu dem phasenmodulierten Signal in Grün führt

Das modulierte Sendesignal kann bei der Phasenmodulation allgemein durch eine Sendefrequenz {\displaystyle f_{0}} dargestellt werden, deren Frequenz sich nur dann in gewissem Umfang ändert, wenn sich die zu übertragende Nutzsignalfrequenz {\displaystyle f_{s}} zeitlich verändert. Durch diese Frequenzänderung wird eine Phasenverschiebung vom Sendesignal {\displaystyle f_{0}(t)} zur ursprünglichen Sendefrequenz {\displaystyle f_{0}(t=0)} erreicht. Ist fs zeitlich konstant, wird die Sendefrequenz {\displaystyle f_{0}} ausgegeben. Mathematisch lässt sich dieser Zusammenhang folgendermaßen mit beliebiger reeller Konstante k beschreiben:
{\displaystyle f_{0,PM}(t)=f_{0}+kf_{s}'(t)\ }
{\displaystyle k} ist ein Faktor, welcher angibt, wie stark sich die Phase des Sendesignals in Abhängigkeit vom Nutzsignal ändern soll und wird als Phasenmodulationsindex bezeichnet. Er drückt die maximale Phasenabweichung aus und ist im Gegensatz zum Frequenzmodulationsindex η nicht von dem Wert der Trägerfrequenz abhängig. Der Ausdruck {\displaystyle f_{s}'(t)} beschreibt die zeitliche Ableitung des zu übertragenden Nutzsignals. Das modulierte Sendesignal ergibt sich damit zu:
{\displaystyle m(t)=\cos \left(2\pi f_{0}t+2\pi kf_{s}(t)\right)\ }
Den zweiten Summanden kann man sich anschaulich so vorstellen: Die Momentanwerte zu bestimmten Zeitpunkten des Nutzsignals {\displaystyle f_{s}(t)} verstellen quasi den Phasenwinkel der Kosinus-Funktion, wovon sich auch der Name dieser Modulationsart ableitet.

### Praktische Anwendungen
Die analoge Phasenmodulation fand nur in einem Bereich weite Verbreitung: NTSC- und PAL-Farbfernsehsignale übertragen, als Teil einer Quadraturamplitudenmodulation, den Farbton phasenmoduliert.
Dass dieses Verfahren ansonsten wenig gebräuchlich ist, liegt in erster Linie an einer prinzipiellen Schwierigkeit, die sich zumindest vor der Einführung integrierter Schaltungen nur mit signifikantem Aufwand bewältigen ließ: Der Empfänger muss über eine phasensynchrone „Kopie“ der unmodulierten Sendefrequenz {\displaystyle f_{0}} verfügen; durch den Vergleich dieses Referenzsignals mit dem empfangenen Signal ermittelt er die Phasenverschiebung. (Die oben erwähnten Fernsehnormen lösen dieses Problem, indem in jeder Bildzeile einige wenige Schwingungen von {\displaystyle f_{0}} mit übertragen werden („color burst“), auf die sich ein Oszillator im Empfänger synchronisiert.)
Die Phasenmodulation erlangte daher erst bei digitalen Übertragungsverfahren, wo die Synchronisation und Demodulation mittels einer Costas Loop gelöst werden kann, wesentliche Bedeutung für die praktische Anwendung.

## Digitale Phasenmodulation
Die Phasenumtastung (englisch Phase-Shift Keying abgekürzt PSK) stellt die digitale Form der Phasenmodulation dar. Dabei wird die sinusförmige Trägerschwingung durch den zu übertragenden digitalen Datenstrom in diskreten Phasenstufen umgeschaltet. Die Bezeichnungen für digitale Modulationen stammen aus deren Eigenschaften zu den Abtastzeitpunkten auf der Empfängerseite. Keying bedeutet (Um-)Tasten, abgeleitet von „Key“, welcher auch die Bezeichnung für die Morse-Taste ist.
Die einfachste Form ist die binäre Phasenumtastung (BPSK) mit zwei Phasenzuständen. Bei der Quadraturphasenumtastung (4-PSK bzw. QPSK) werden pro Symbol 2 Bit, bei 8-PSK pro Symbol 3 Bit übertragen. 4-PSK wird zum Beispiel bei der Übertragung von Faksimiles über das Telefonnetz verwendet.
Wird die Phasenumtastung mit der Amplitudenumtastung (ASK) kombiniert, dann entsteht die Quadraturamplitudenmodulation (QAM).

## Beispiele
Fax-Tonsignal (siehe Text)ⓘ

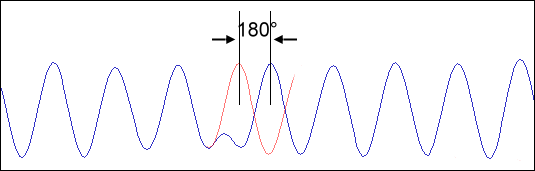
Abb. 4: BPSK mit weicher Umtastung, in der Mitte der Umschaltzeitbereich

Das Tonbeispiel ist die Antwort eines Faxes, wenn es angerufen wird. Das erste Signal ist ein reiner Sinuston, dem mehrfach ein Knackgeräusch überlagert ist. Dabei handelt es sich um eine Phasenschiebung um 180°, siehe Bild. Sie kann eine Information von genau einem Bit übertragen. Deshalb wird sie als binäre Phasenschiebung (binary phase shift keying) bezeichnet.
Bei einer Phasenschiebung um 90° lassen sich 4 verschiedene Zustände kodieren: 0°, +90°, −90°, und 180° (quadrature phase-shift keying oder quaternary phase-shift keying oder QPSK). Bei Vielfachen von 45° sind es 8 Zustände bzw. 3 Bit (octal phase-shift keying oder OPSK). Allgemein spricht man von multiple phase-shift keying oder MPSK.